# Pellegrinaggio dell'Addio
Il Pellegrinaggio dell'addio (in arabo حجة الوداع‎? Ḥajjatu l-wadāʿ), avvenuto il 2 febbraio 632 , è stato il primo e ultimo pellegrinaggio maggiore (hajj) compiuto da Maometto dall'epoca della emigrazione a Medina.

## Preparazioni
Maometto rivelò ai suoi correligionari che l'angelo Gabriele veniva da lui ogni anno per recitargli il Corano per intero con lui, ma che quell'anno era venuto una seconda volta. Maometto capì che ciò significava che la sua fine era prossima e così disse ai suoi seguaci più intimi di chiamare a convegno tutta la gente dalle più disparate parti per unirsi a lui nel suo pellegrinaggio finale a Mecca. Si dice che più di 70 000 persone lo seguissero a Mecca e che il 4 del mese di Dhū l-Ḥijja più di 100 000 musulmani entrassero in città per adempiere al rito annuale del Ḥajj.
Da quando era stata conquistata Mecca e aveva avuto luogo la spedizione di Tabuk, la maggior parte della Penisola araba era sotto il controllo di Maometto e della Umma islamica. Da notare che fu in occasione di un simile evento straordinario che il Profeta dichiarò la validità della mutʿa del Ḥajj.

## Sermone dell'Addio
Maometto guidò i pellegrini da Mecca fino alla valle di Mina e poi verso il monte di ʿArafa, per poi fermarli nella valle di Urana. Lì tutti rimasero fermi (wuqūf) di fronte a lui, che stava sul suo dromedario sul Jabal al-Raḥma (Monte della Misericordia), prima che il Profeta pronunciasse il suo sermone dell'Addio.